# Walter Livingston

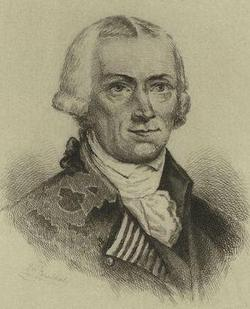
Walter Livingston

Walter Livingston (* 27. November 1740 in Clermont, Columbia County, Provinz New York; † 14. Mai 1797 in New York City) war ein US-amerikanischer Politiker. In den Jahren 1784 und 1785 war er Delegierter für New York im Kontinentalkongress.

## Werdegang
Walter Livingston entstammte einer bekannten Politikerfamilie. Er war der Sohn von Robert Livingston (1708–1790), der ein einflussreicher Industrieller und Händler im kolonialen Amerika war. Sein Onkel Phillip (1716–1778) war ein Händler, Politiker und Unterzeichner der Unabhängigkeitserklärung der Vereinigten Staaten. Walter Livingstons Sohn Henry (1768–1810) wurde Kongressabgeordneter für New York. Ein weiterer Nachfahre ist der 1943 geborene Kongressabgeordnete Bob Livingston.
Livingston arbeitete als Händler und Rechtsanwalt. In den 1770er Jahren schloss er sich der Revolutionsbewegung an. Im April und Mai 1775 gehörte er dem ersten Provinzialkongress seiner Heimat an. In den Jahren 1774 und 1775 war er auch Richter im Albany County. Von 1775 bis 1776 war er Staatsbeauftragter für Ladengeschäfte und Nachschub (Commissary of stores and provisions for the department of New York). Zwischen 1777 und 1779 saß er in der New York State Assembly, deren Präsident er im Jahr 1778 war.  Von 1784 bis 1785 vertrat er seinen Staat im Kontinentalkongress. 1784 gehörte er auch einer Kommission zur genauen Bestimmung des Grenzverlaufs zwischen New York und Massachusetts an. Im Jahr 1785 wurde er zum Commissioner im US-Finanzministerium ernannt. Walter Livingston starb am 14. Mai 1797 in New York City.